# Celulă sanguină

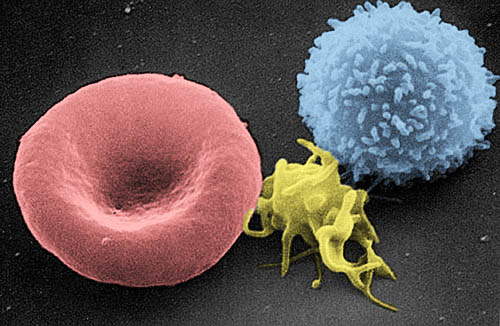
Cele trei tipuri de celule sanguine văzute la un microscop electronic cu baleiaj. De la stânga la dreapta: o eritrocită, o trombocită și o leucocită.

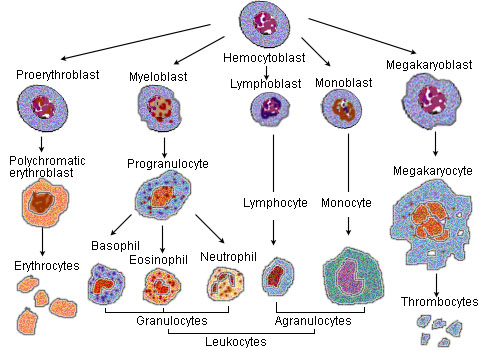
Geneza și clasificarea diferitelor tipuri de celule sanguine. Celule B și T nu sunt detaliate și din clasificare lipsește celula NK, mai degrabă aflată printre granulocite.

Celulele sanguine (de asemenea denumite și hematocite) sunt toate celulele de orice natură care în mod normal sunt prezente în sânge. La mamifere, acestea se împart în trei categorii, care reflectă funcția lor și anumite caracteristici histologice:

## Tipuri de celule sanguine
- Leucocitele, sau  "sângele alb", care acționează ca celule ale sistemului imunitar și de combatere a infecțiilor. La uman, leucocitele sunt împărțite în:
  - Granulocite, (care de asemenea, mai sunt numite incorect "polinucleare" din motive istorice):
    - Neutrofile;
    - Eozinofile;
    - Bazofile;

  - Limfocite: limfocită B, limfocită T și limfocită NK;
  - Monocite;
- Eritrocite sau "celule roșii sanguine", sau "hematii", al căror scop principal este transportul de oxigen;
- Trombocite sau  "plachete sanguine", care sunt fragmente de megakariocite  (celule mari ale măduve osoase) și joacă un rol important în coagularea sângelui.

Termenul "celulă sanguină" este impropriu (dar uzual) pentru ultimele două categorii, deoarece acestea nu sunt celule întregi în sine; într-adevăr ele sunt lipsite de nucleu și deci de capacitate de reproducere. Mai degrabă, ele ar trebui să fie clasificate ca "organite de sange", dar ele sunt foarte prezente în mediul intercelular (plasmă sanguină unde aproape 99% din "celulele sanguine" constau, de obicei, din aceste organite esențiale sistem respirator), și nu în citoplasmă intracelulară.
Cu toate acestea, membrana de globule roșii și de trombocite are originea într-o celulă din care provine, după ce a pierdut numai partea ei de bază, nucleul (și, prin urmare, capacitatea  de a auto-reparare sau rezista infecției cu agenți patogeni externi de contaminare a plasmei).
În mod normal deciului, numai leucocitele sunt celulele sanguine, prezente nu numai în plasma sanguină (slab), dar mai ales în limfă (în mod normal, lipsită de eritrocite și trombocite, oferind astfel o mișcare mult mai ușor de leucocitele, în special limfocite) și în forme avansate (granulocite), in alte țesuturi conjunctive (mușchi, oase, sistem nervos, dermă) sau forme primitive (în special în măduva osoasă care sunt derivate). Cu toate acestea, leucocitele sunt absente în alte țesuturi non-conjunctive formate din celule adiacente (epiteliul mucoaselor).